# 佐藤行通
佐藤 行通（さとう ぎょうつう、1918年12月5日 - 2018年3月1日）は、日本山妙法寺の僧侶、社会運動家。
日弘とも。俗名は 佐藤 弘 （さとう ひろし）。

## 略歴
- 1918年 秋田県の阿仁合町（現在の北秋田市）に生まれ、幼年期を過ごす。父母は共に教育者であったが、祖父の代より前は阿仁マタギの家系。
- 1924年 家族と共に兵庫県西宮市に移る。
- 1931年 旧制北野中学校に席次6位で入学。
- 1937年 陸軍予科士官学校53期に1500人中7番で入校。航空兵科士官候補生として航空士官学校に入校するが、練習中に負傷し操縦士の道を断念。
- 1940年 航空士官学校首席卒業。恩賜の銀時計を受ける。即日陸軍航空通信学校入校。
- 1942年 関東軍航空兵団第二飛行集団司令部付中尉として満州に赴任。
- 1943年 通信技術を評価され内地復員、東北帝国大学員外学生、第四陸軍航空技術研究所員となる。
- 1945年 終戦後、井上清純海軍大佐の勧めで日本山妙法寺、藤井日達により受戒得度。名を行通と改める。

以後、平和運動に参画し、藤井日達の側近として「世界宗教者平和会議」や「アジア仏教徒平和会議」の設立に奔走する。成田空港問題（三里塚闘争）、立川基地反対闘争、ベトナム人民支援運動にも参加。
原水爆禁止日本協議会の設立にも深く関わったが、運動方針を巡って日本平和委員会、日本共産党と意見対立し、ついには原水協を追放される。
更に、妙法寺の不正経理の責任を取る形で妙法寺からも離れることとなった。
晩年は茨城県内に草庵を結び、国際平和ビューロー等、世界平和のための活動と情報発信を続けてきた。
2018年3月1日、肺炎のため死去。99歳没。

## 成田空港問題との関わり

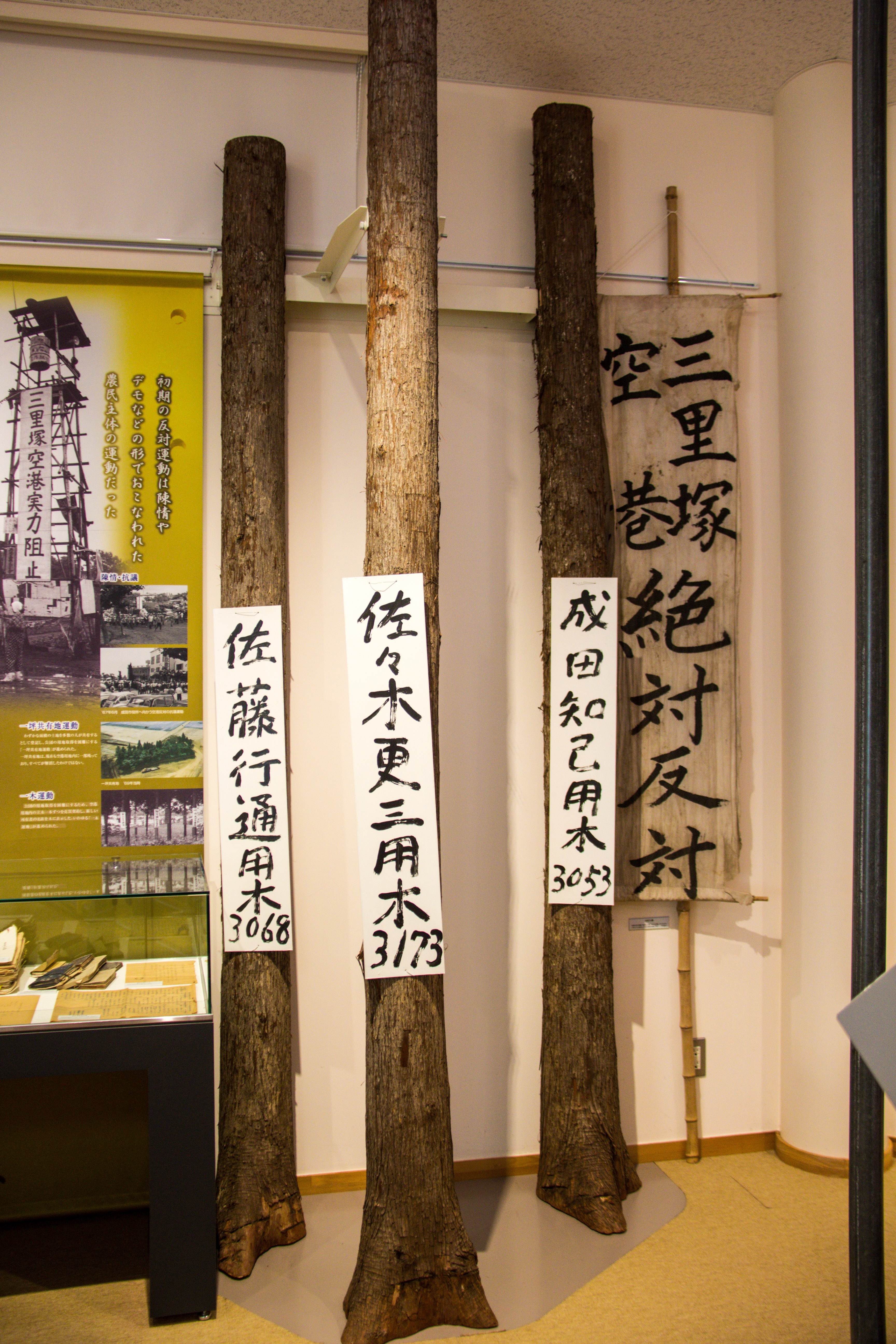
新東京国際空港の反対運動（三里塚闘争）時に用いられた立ち木トラストの明認札（成田空港 空と大地の歴史館）
明認札には佐藤行通、佐々木更三、成田知巳の名がある

共産党の石井幸次と親交があり、成田空港問題（三里塚闘争）では、新東京国際空港（現・成田国際空港）の滑走路予定地に三里塚平和塔を建立して非暴力運動の先頭に立った。また、三里塚芝山連合空港反対同盟の小川明治が奉賛会を作るなどして支援した。
1971年の第二次代執行後、三里塚平和塔は滑走路建設に伴い取り壊され、航空科学博物館の隣接地（千葉県成田市東三里塚）にサイズを小さくして移転した。
成田空港問題の資料を展示している成田空港 空と大地の歴史館で、佐藤の名前が記された立木トラストの明認札が展示されている。
共産党系住民団体「三里塚空港から郷土とくらしを守る会」（現・成田空港から郷土とくらしを守る会）の会長としても活動していた。

## 著作
- 「一仏教徒のねがい」『思想』第362号、岩波書店、1954年8月、965-971頁、ISSN 0386-2755、OCLC 5182264497。
- 日本宗教者平和協議会（編）「戦争反省とわが生涯の転換」『現代に生きる宗教者の証言』、新日本出版社、1968年、48頁、NCID BN07530154。
- 「三里塚にひろがる労農の旗―現地闘争本部から」『労働-農民運動』第22号、新日本出版社、1968年1月、171-175頁、ISSN 0557-2355、OCLC 5175033069。
- 『日本中が私の戦場 平和を求める宗教者の手記』東邦出版社、1970年。 NCID BN14357300。OCLC 38442054。
- 「〔対談〕平和をめざす世界の反核･反核運動―その組織と運動に学ぶ / 佐藤行通 ; 若林凞」『国際労働運動』第15巻8 (169)、国際労働運動研究協会、1985年8月、30-47頁、ISSN 0289-6443。